# 全日本空輸
全日本空輸（日语：／ zen nippon kūyu */?），通稱全日空（／ zen nikkū）、，是一家日本航空公司，成立於1952年12月27日，總部位於東京汐留，為星空聯盟成員。其名稱中的「空輸」為空中運輸之意。目前為日本規模最大的航空公司；若以其公司收益而言，是世界第9大航空公司。其於2013年3月29日獲Skytrax評為「五星級航空公司」，是全球第7間獲此殊榮的航空公司。
全日空目前機隊規模為216架，其中208架是客機，8架是貨機。全日空為波音787的啟始客戶，並擁有世界規模最大的波音787機隊，未來將有超過100架投入服務。

## 歷史

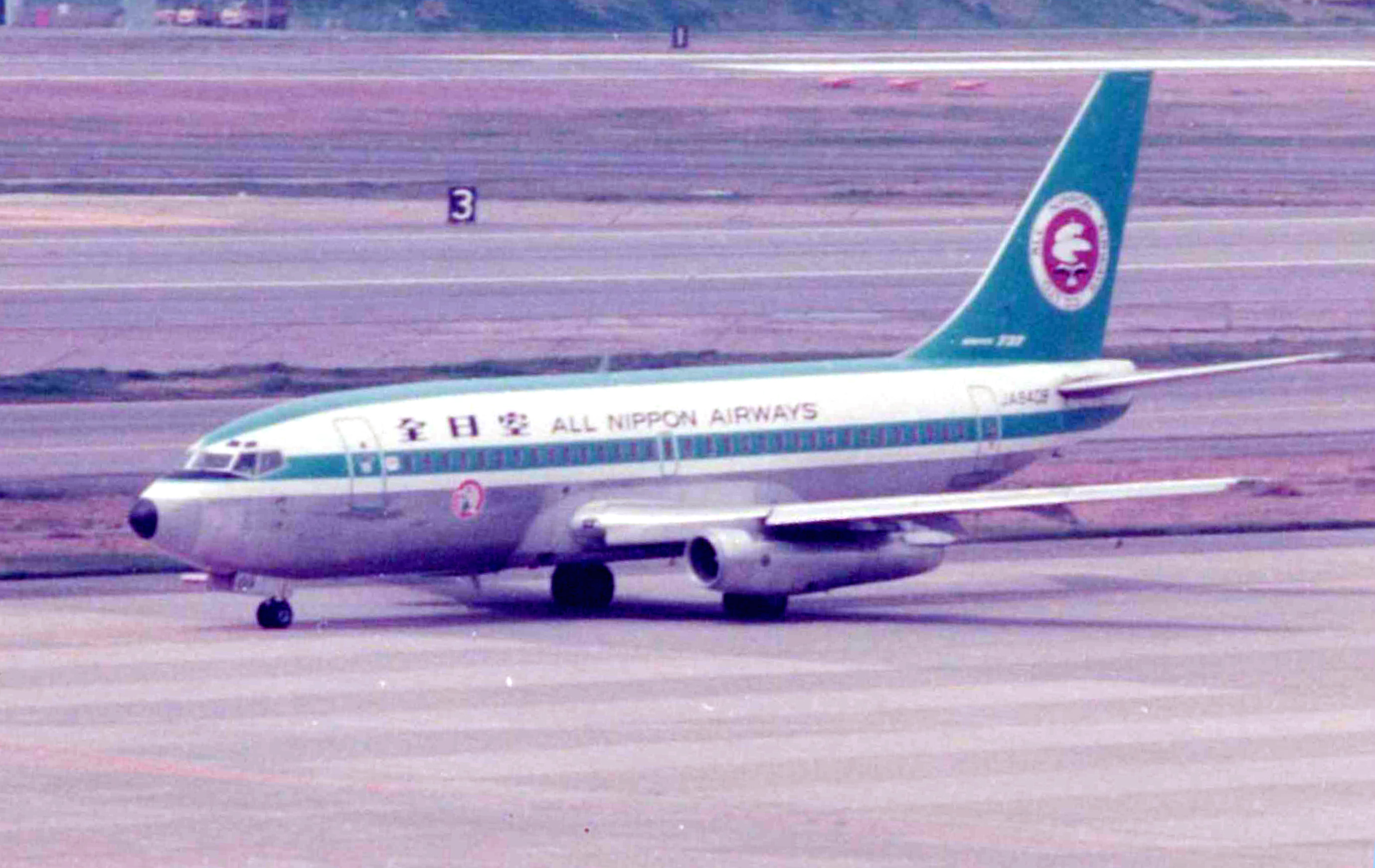
舊塗裝的波音737-200客機（標誌參照達文西的直升機畫）

全日空的前身是日本直升機運輸（日語：日本ヘリコプター輸送，簡稱「日ペリ」或「日ペリ航空」），以及極東航空，兩者分別在1952年12月27日與26日成立，皆是駐日盟軍總司令解除日籍航空的禁航令後，因應設立的兩間公司；全日空的IATA代碼NH就是來源自。
1953年2月公司開始經營直升機業務，而於1953年12月15日開始經營來往大阪及東京的貨運航線；同線的客運服務則於1954年2月1日開始。1955年，公司的網絡擴展，開辦來往北九州市及札幌的航線，並於此時開始使用道格拉斯DC-3。
1957年兩間公司合併，當時原本計劃改名為「全日本航空」（All Japan Airlines），但因當時的法例禁止其他航空公司使用含有日本的國家航空公司——日本航空（日航； / ）字樣在內的名稱註冊，原計劃用名無法合法登記，因此改用代表空中運輸之意的「空輸」（kūyu）二字來取代「航空」（Kōkū），而成為今日的全日本空輸（All Nippon Airways）。
1960年代，全日空不斷增長，1960年機隊引入維克斯子爵，1961年引入了福克F27。1961年，全日空在東京證券交易所及大阪證券交易所上市。同年，全日空獲准開辦往沖繩的航線，但實際上沖繩的國際航線仍由美軍佔領。
1963年，全日空與藤田航空（Fujita Airlines）合併，公司資本增加至40億日圓。1964年，全日空引入噴射機波音727，營運東京至札幌的航線。1965年，全日空引進日本首架自行研發的渦輪螺旋槳飛機，YS-11，代替國內線的康維爾440。1969年，波音737開始加入全日空的機隊。
不久，全日空成為日本最大的國內航空公司。但是，運輸省准許日航壟斷國際定期航班，直至1986年。全日空於1971年2月3日使用波音727開辦東京至香港的包機航線。
1972年11月，全日空引入六架洛歇L-1011，是其首款廣體客機，並於1974年開始服務東京至沖繩的航線，1987年亦開始執飛國際航線。全日空原先計劃購買麥道DC-10，但最後因為受到洛歇對日本官員行賄的影響轉而選用L-1011。
1978年12月，全日空引入波音747-100BSR，次年1月25日開始服務東京至札幌及福岡縣的航線；1983年又引入波音767服務四國航線。
1986年，全日空開始擴展其網絡至國際航線；3月3日，全日空開辦東京至關島的客運航線，而洛杉磯及華盛頓亦相繼於當年年尾開辦。全日空亦與美國航空達成協議，開辦美國往成田的航線。
全日空逐漸擴展其國際線服務，1987年4月開辦往北京、大連、香港及悉尼航線；往首爾、倫敦、塞班島、巴黎、紐約的航線亦逐年相繼開辦。1990年代，空中巴士A320、A321及波音747開始加入機隊。1999年10月，全日空正式加入星空聯盟。
2001年，911事件之後，喬治·布殊政府宣布了航空禁令，從華盛頓的杜勒斯國際機場飛往成田國際機場的全日空班機成為該禁令解除後第一班從美國境内起飛的航班。
2004年，全日空的盈利首次超越日航；面對新機場的建設及羽田機場的擴建工程，全日空計劃翻新機隊，以較多的小型飛機取代大型飛機。
同年，全日空成立子公司Air Next，從2005年起營運來往福岡機場航線，並成為以名古屋機場為總部的中日本航空服務（中日本エアラインサービス，Nakanihon Airline Service, NAS）之主要股東。。2005年，NAS改名為中部航空，並將總部遷往中部國際機場。2010年10月時，中部航空、Air Next與日本航空網路（ANN）整併，合組為新的子公司ANA Wings。
2005年7月12日，全日空與日本郵船（NYK）達成協議，將日本貨物航空（NCA）27.6%的股份售予日本郵船。
2007年，全日空被Air Transport World選為年度航空公司，並由FlightOnTime.info連續四年評定為倫敦至東京航線最準時的航空公司，但於2007年被日航取代。
2010年9月9日，全日空宣布與私募股權基金香港第一東方投資集團，合資成立廉價航空公司樂桃航空（Peach Aviation）。全日空持有該公司38.67%的股份，日本政府出資的產業革新機構（INCJ）持有28%的股份，而香港第一東方投資集團持有剩下的33.3%的股份，這是日本允許的最大外資持股。新公司將由全日空獨立運營，不使用全日空的品牌和代碼，將以關西國際機場為基地，逐步拓展日本國際和國內短途航線。
2011年7月20日，全日空與馬來西亞廉價航空巨頭亞洲航空（AirAsia）達成協議，雙方將合資在日本國內成立一家新的廉價航空「亞航日本」（AirAsia Japan），以東京成田機場為基地。亞航將佔合資公司33%表決權股股票、16%無表決權股股票，全日空佔剩餘51%。2013年6月25日全日空終止與亞洲航空的合作關係，全日空購回亞航日本餘下33%股權，而亞航日本租用的五架空中巴士A320也於11月前陸續交還予亞洲航空，同年全日空將亞航日本改組為新廉價航空香草航空，並首航台北。
2012年4月，全日空與旗下子公司日空航空（エアーニッポン株式会社，ANK）進行合併，以全日空作為存續公司，原屬ANK的機隊與航線皆收歸全日空。
2012年2月17日，全日空宣布將實施控股公司制，全日空原有的公司法人「全日本空輸株式會社」更名為「全日空控股株式會社」（ANA Holdings），原全日空的所有業務轉由新成立的「全日本空輸株式會社」承接，於2013年4月2日實施。此外，全日空集團也全面淘汰昔日以達文西的直升機畫作為概念的舊標誌，轉用目前的識別標誌。
2014年8月7日，全日空首架波音787-9——機身編號JA830A的新購客機正式投入營運，首航東京羽田至福岡的NH241航班，是波音787-9的全球首次商業飛行紀錄。
2017年2月23日，全日空斥資304億日圓（約20.91億港元）分別向香港第一東方和革新機構收購樂桃航空15.4%和12.9%股份，持股量由38.67%升至67%。
2021年，由於受到2019冠状病毒病疫情衝擊，即使有東京奧運加持，仍虧損4050億日圓，預計將會縮減規模
2022年，全日空財報再虧1000億日圓 。

## 航點及代碼共享
全日空有龐大的國內線網絡，幾乎覆蓋整個日本，北至北海道，南至沖繩；而國際線網絡則覆蓋中国大陆、香港、韓國、台灣、東南亞、美洲、澳洲及西歐。全日空主要的國際線樞紐是成田國際機場，其一號客運大樓的南翼由全日空及星空聯盟其他成員專用。

### 代碼共享
全日空與以下航空公司實行代碼共享：

#### 國際線
星空聯盟成員
- 加拿大航空
- 中國國際航空
- 紐西蘭航空
- 韓亞航空
- 奧地利航空
- 哥倫比亞航空
- 布魯塞爾航空
- 埃塞俄比亞航空
- 長榮航空
- LOT波蘭航空
- 漢莎航空
- 深圳航空
- 新加坡航空
- 南非航空
- 瑞士國際航空
- TAP葡萄牙航空
- 泰國國際航空
- 土耳其航空
- 聯合航空
- 吉祥航空（優連夥伴）

其他航空公司
- 多洛米蒂航空
- 澳門航空
- 意大利航空（天合聯盟）
- 阿提哈德航空
- 歐洲之翼航空
- 嘉魯達印尼航空（天合聯盟）
- 菲律賓航空
- 山東航空
- 維珍澳洲航空
- 越南航空（天合聯盟）
- 維珍大西洋航空（天合聯盟）

#### 日本國內線
- Air Do
- IBEX航空
- 東方空橋
- 空之子航空
- 星悅航空

## 機隊

### 747機隊退役和替換工作
全日空的最後兩架波音747客機於2014年3月退役（最後一架次班機於2014年3月31日執行東京羽田–沖繩航線後正式退役），並於2014年年初舉辦了名為“Thanks Jumbo”（致謝珍寶客機）的紀念活動。
2006年起，大阪伊丹機場實施噪音管制並對進出港的四引擎噴射客機加以限制。2014年1月12日一架全日空747再次降落伊丹機場，該機場給予本航班噪音限制豁免權。全日空社長篠辺修在2013年年底談到747時，感到惋惜的說：「我認為這是一架絕妙的飛機，它是史無前例的。」
全日空曾經擁有以下型號的波音747：
- 波音747-181SR
- 波音747-281B
- 波音747-481
- 波音747-481D

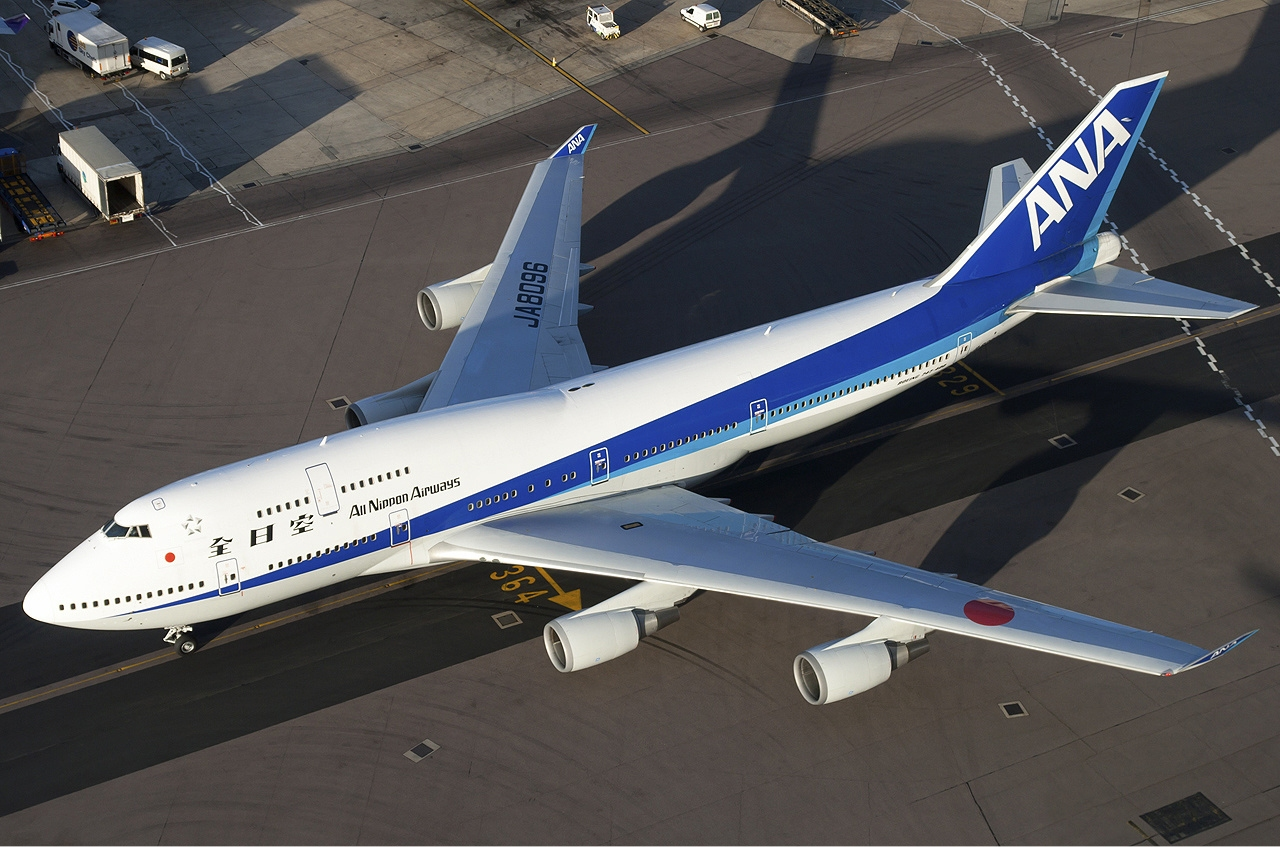
波音747-400
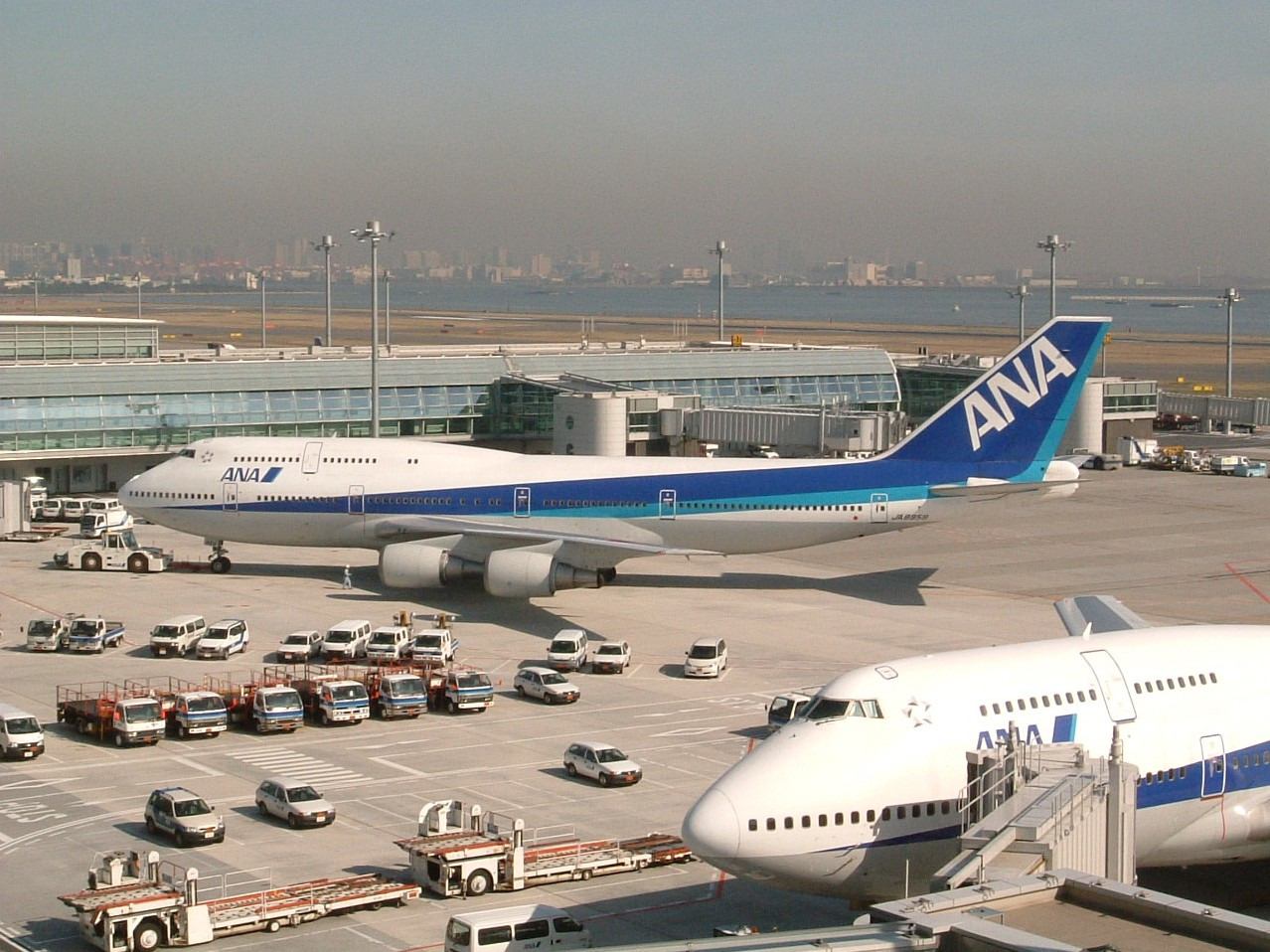
兩架波音747-400D於東京國際機場
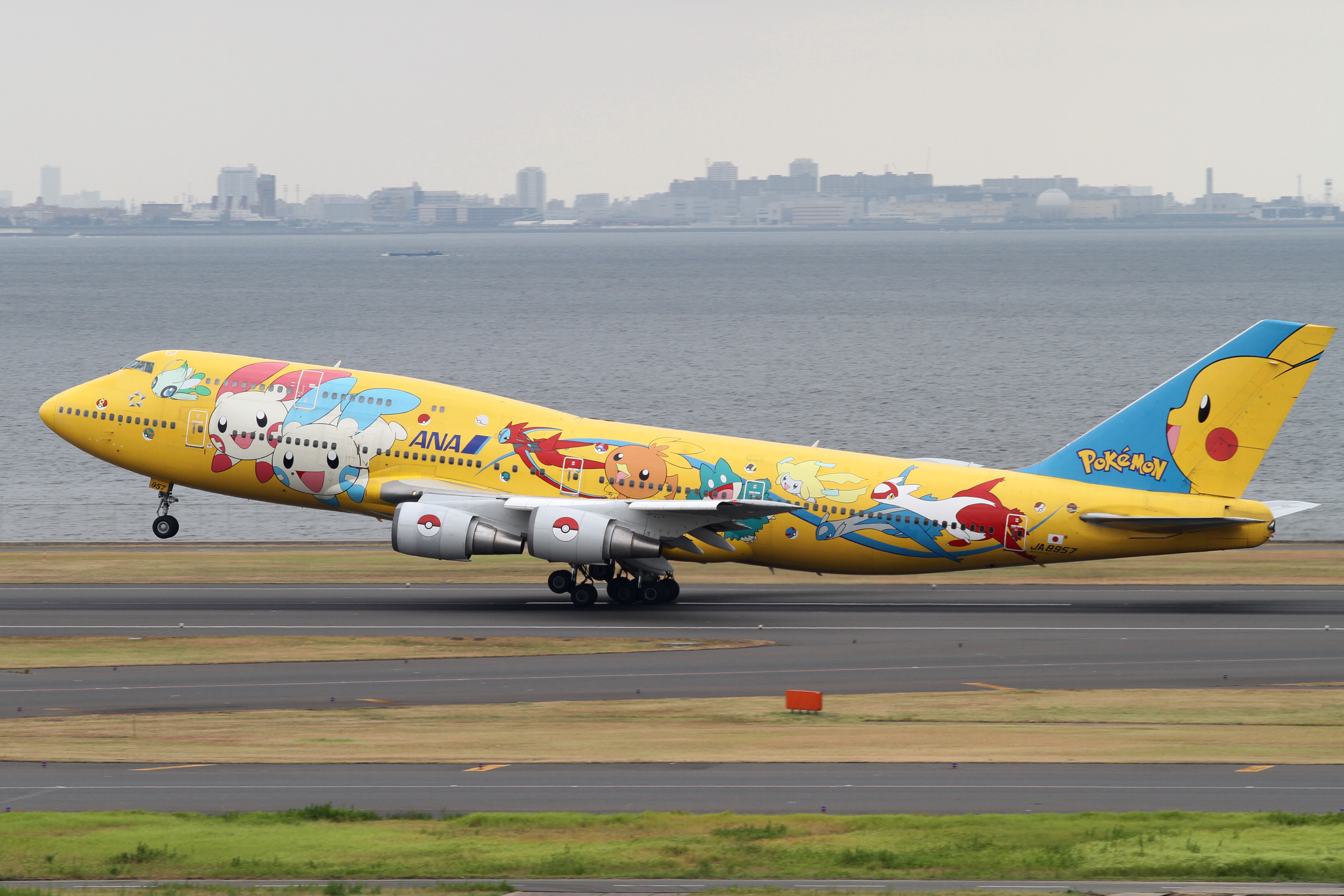
精靈寶可夢系列客機「比卡超巨無霸號」的波音747-400D
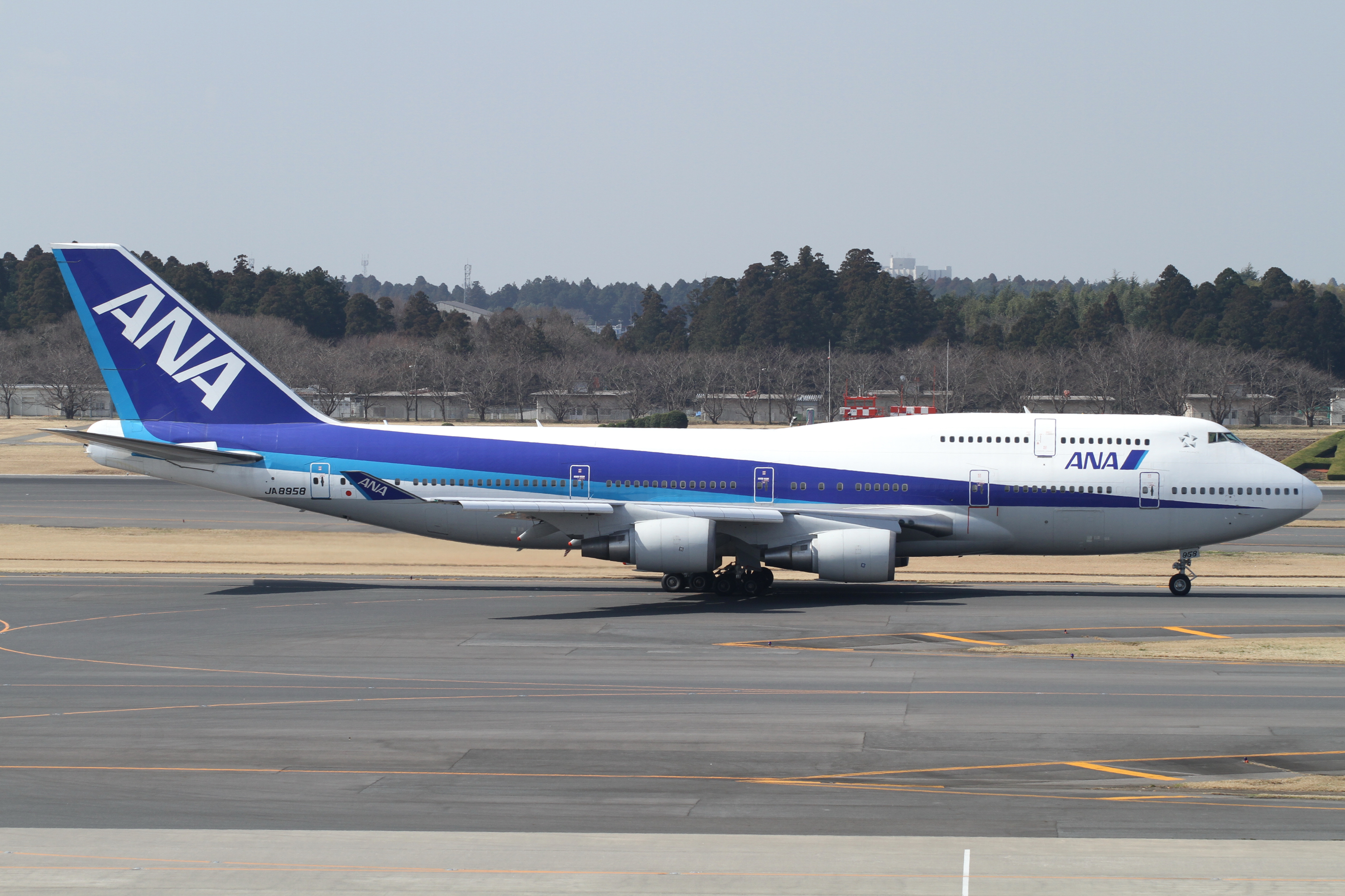
已退役的波音747-400
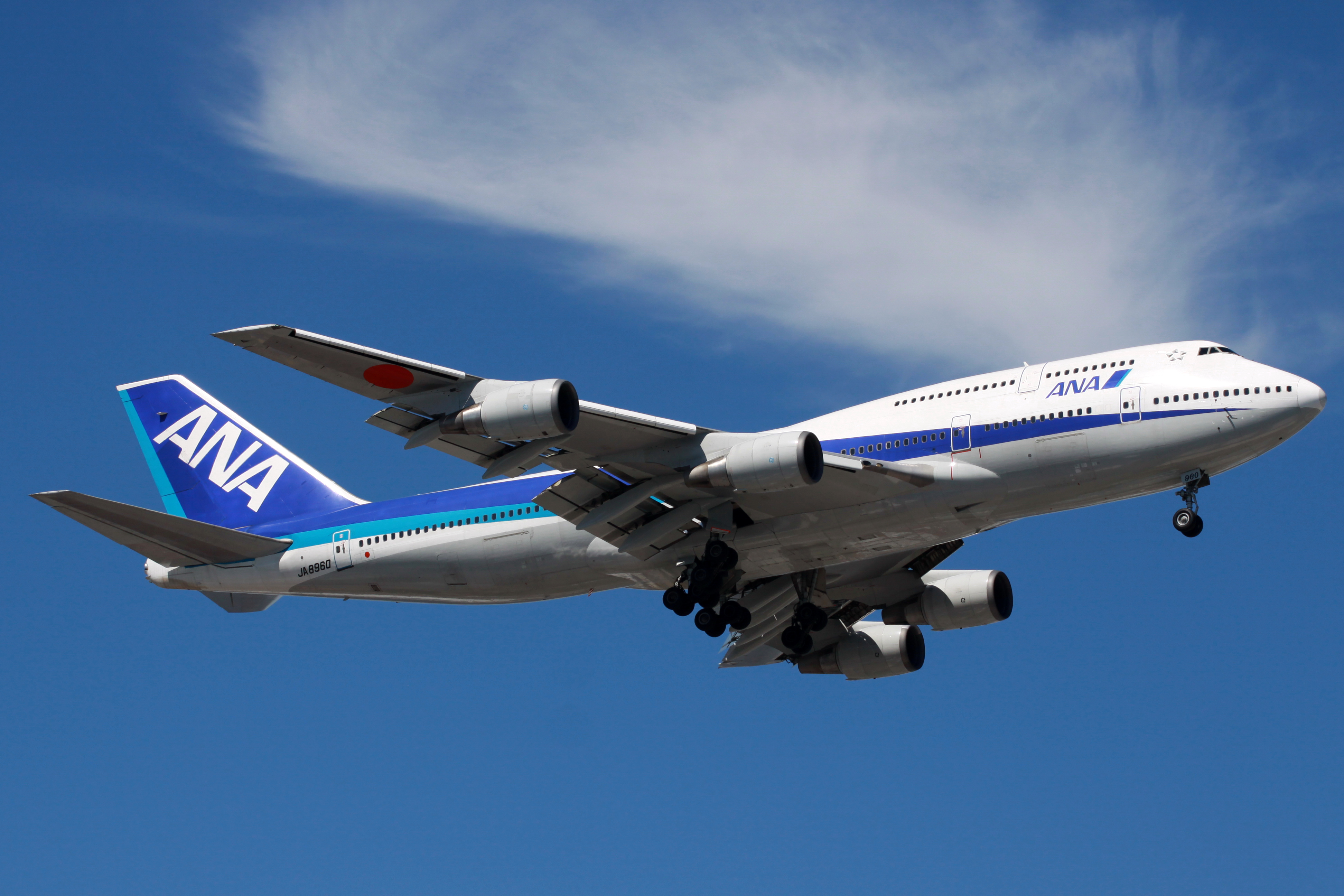
已退役的波音747-400D
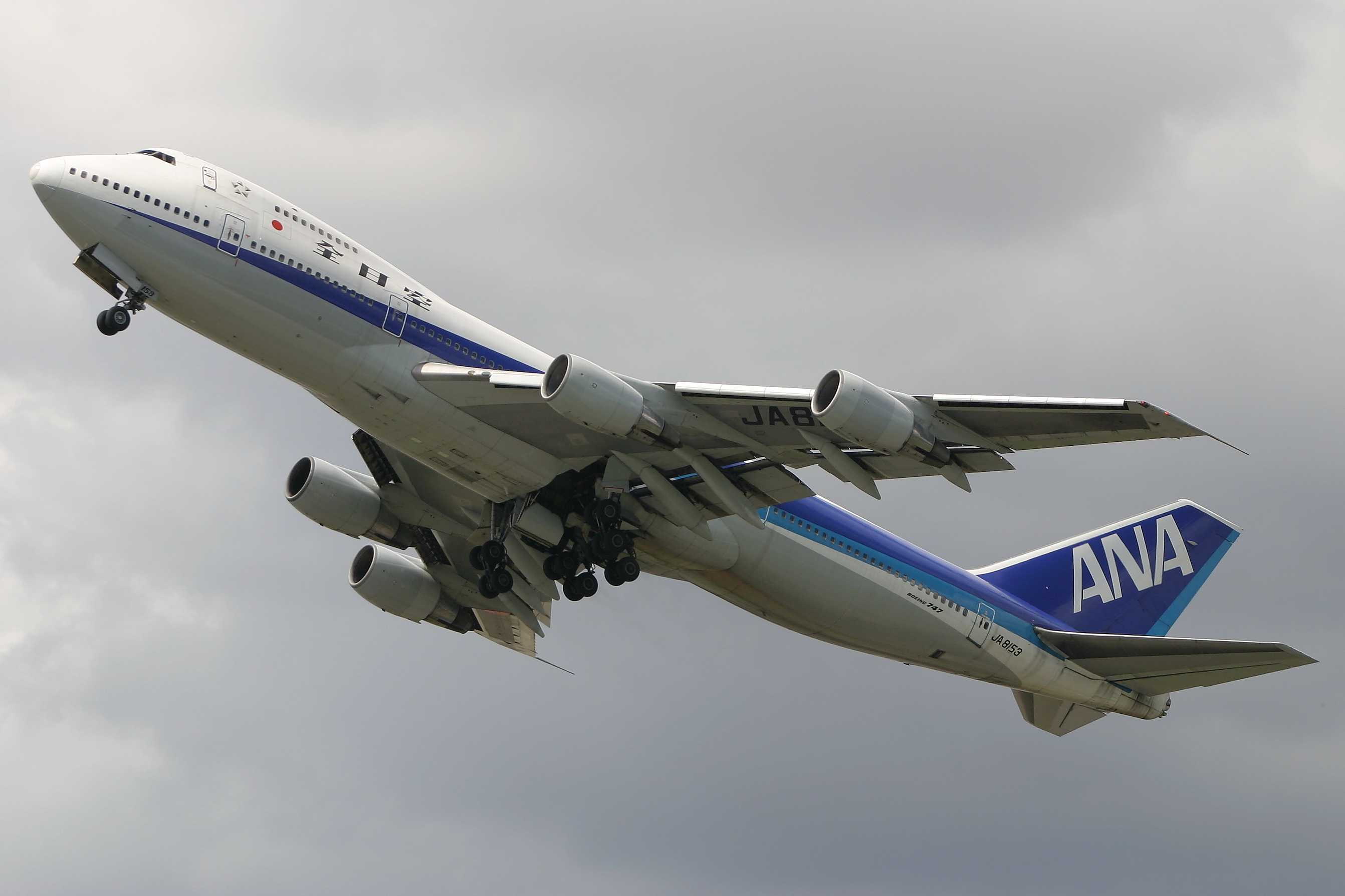
已退役的波音747-SR
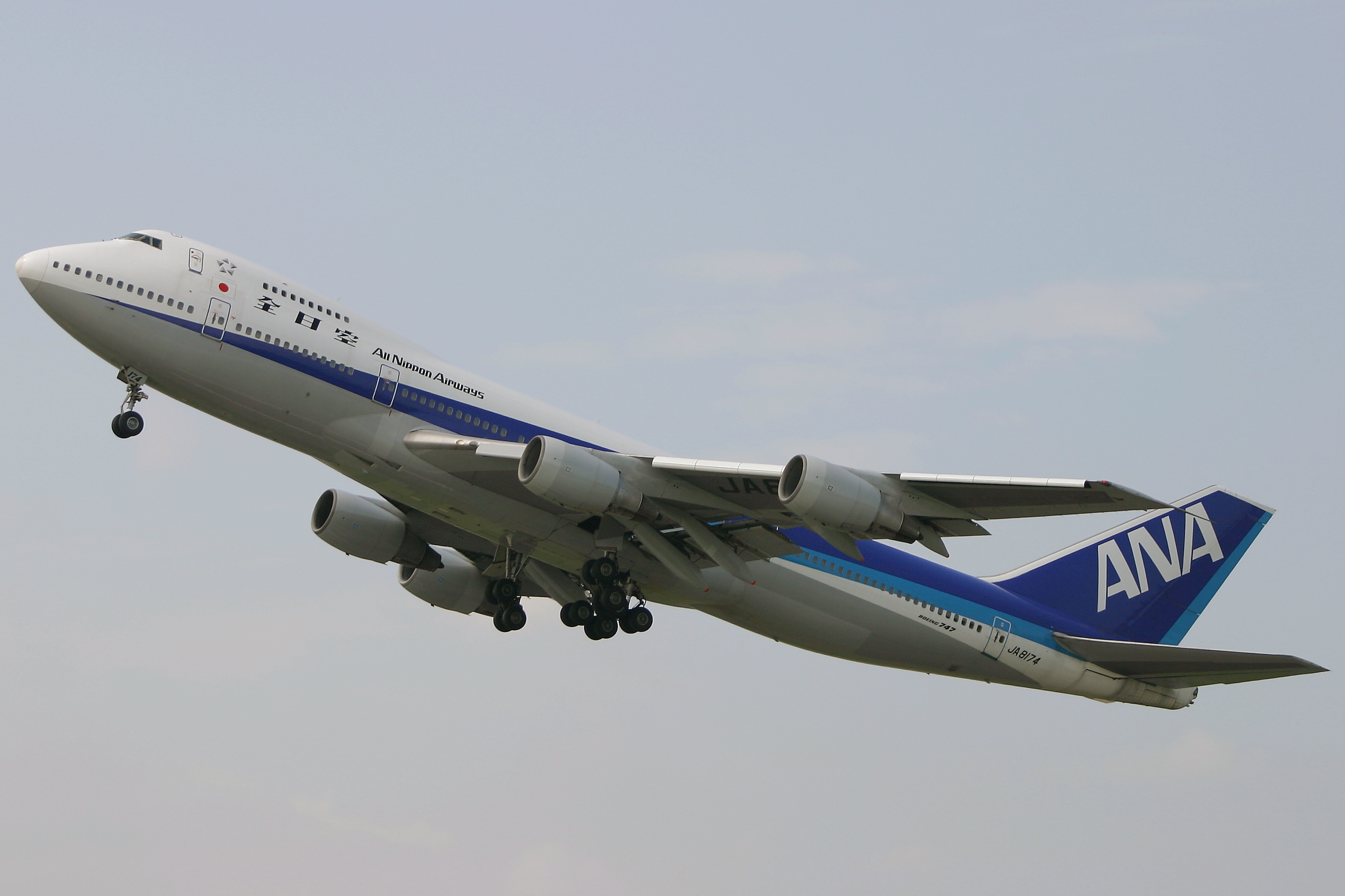
已退役的波音747-200
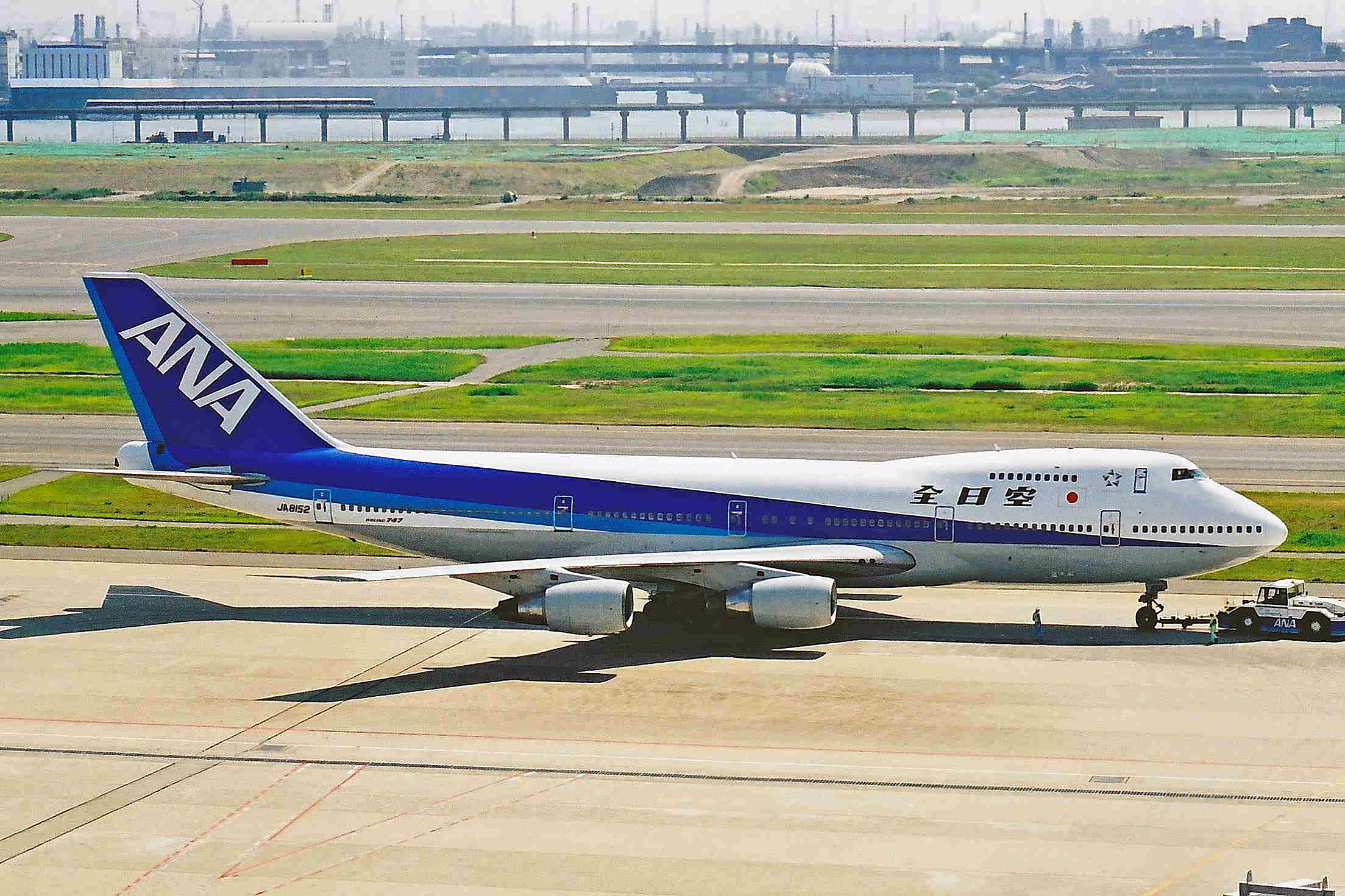
已退役的波音747SR-181B

## 旅客服務

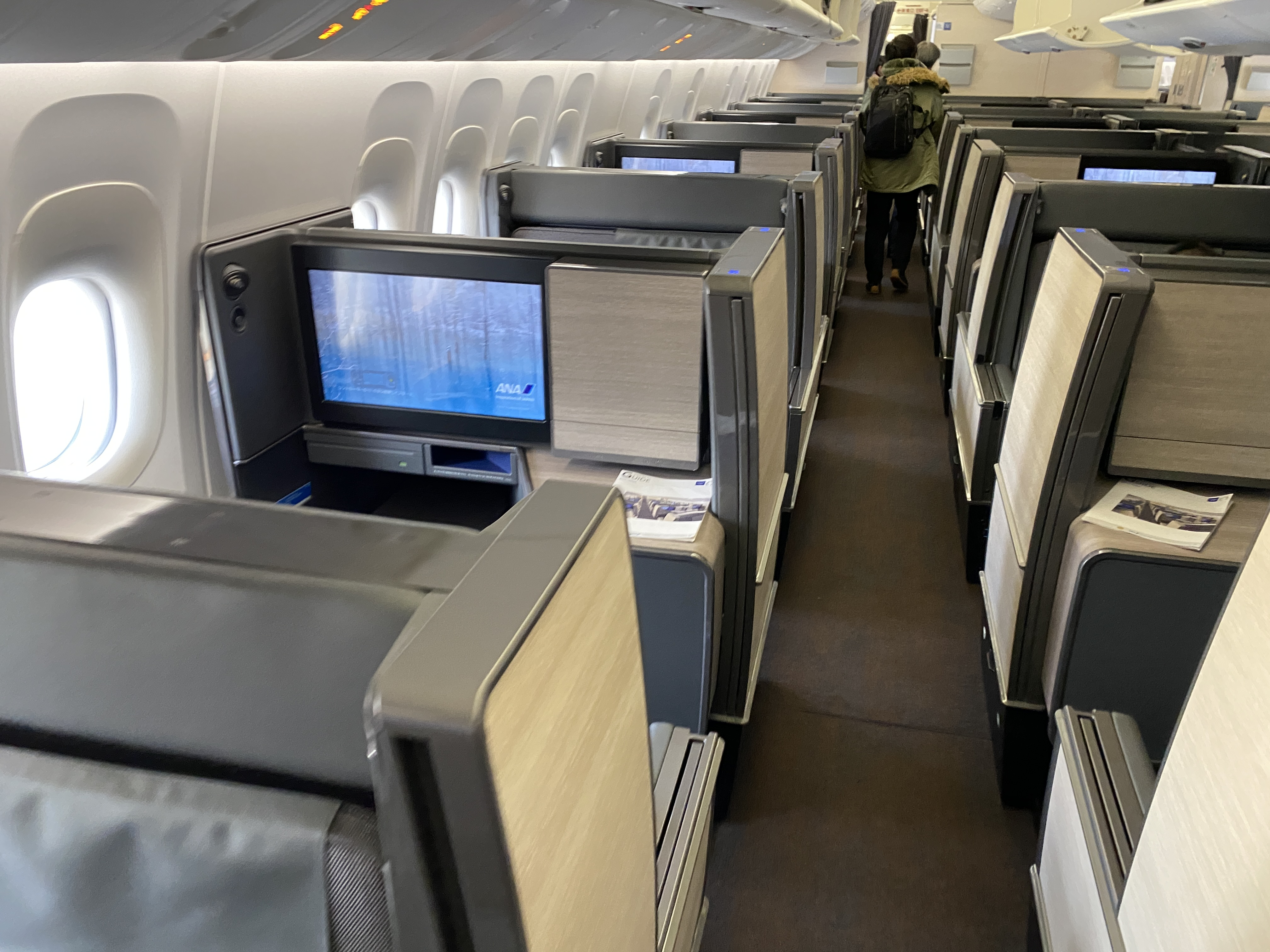
波音777-300商务舱The Room

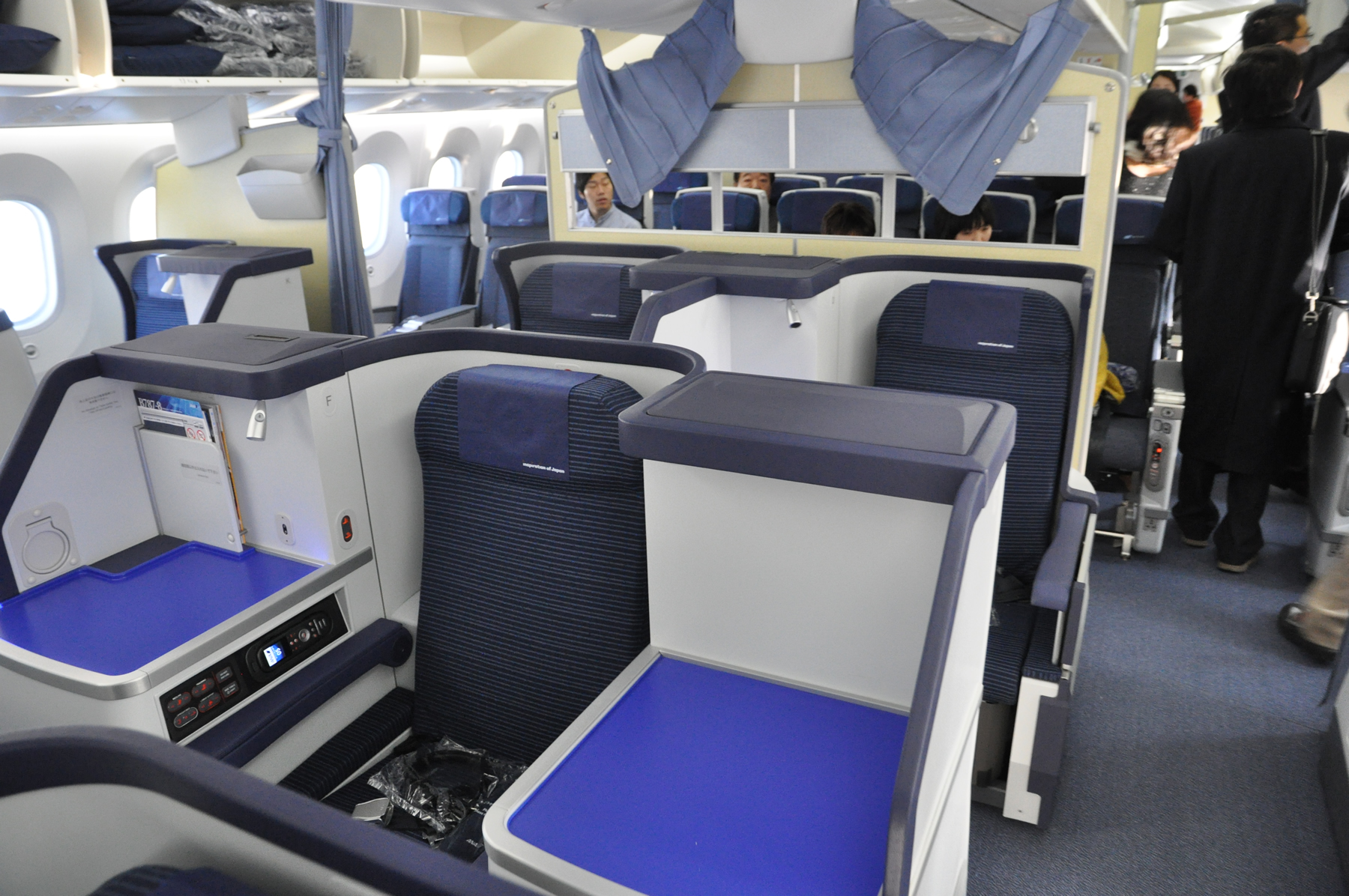
波音787长途商务舱

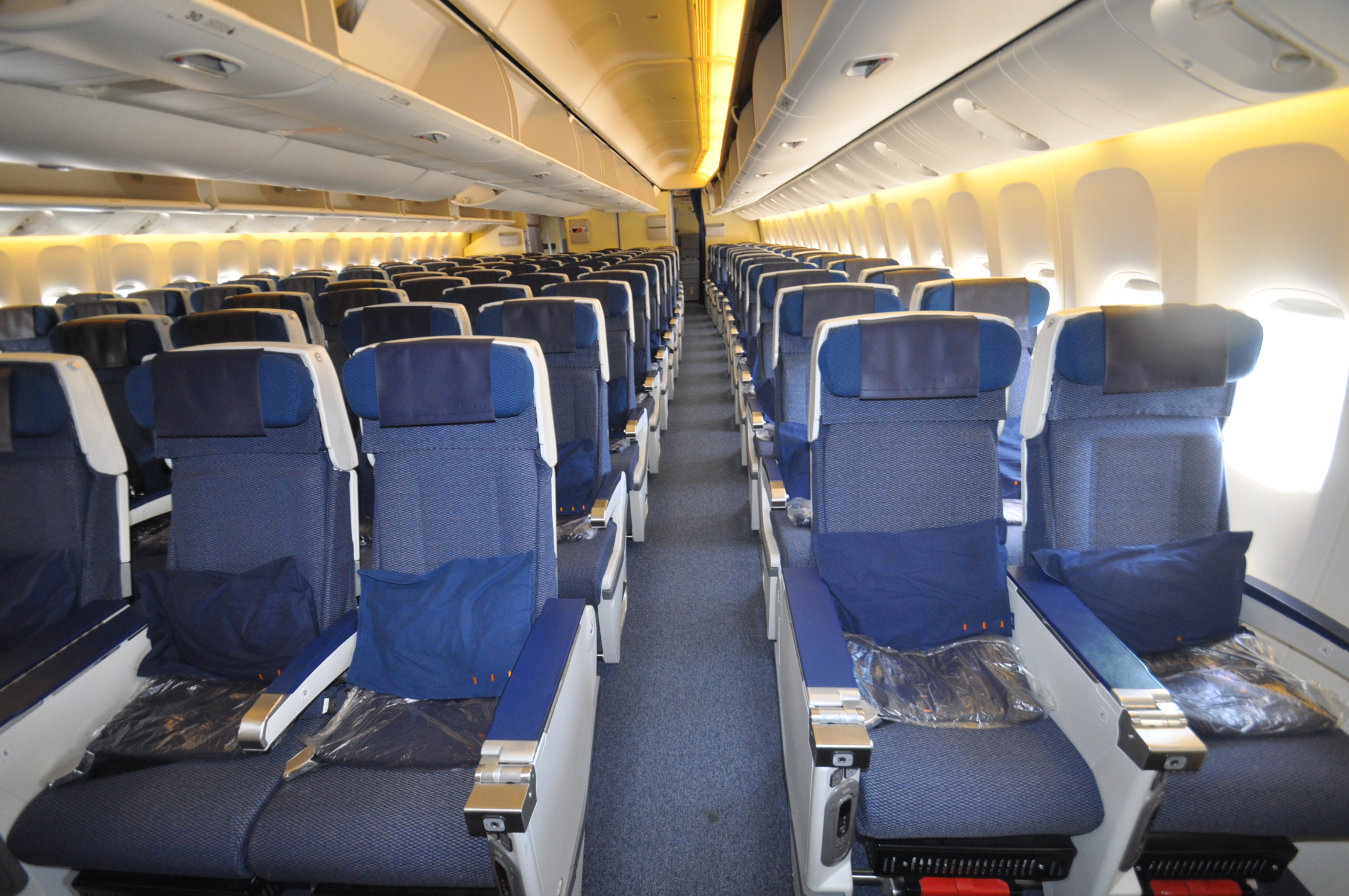
波音777-300ER的經濟艙

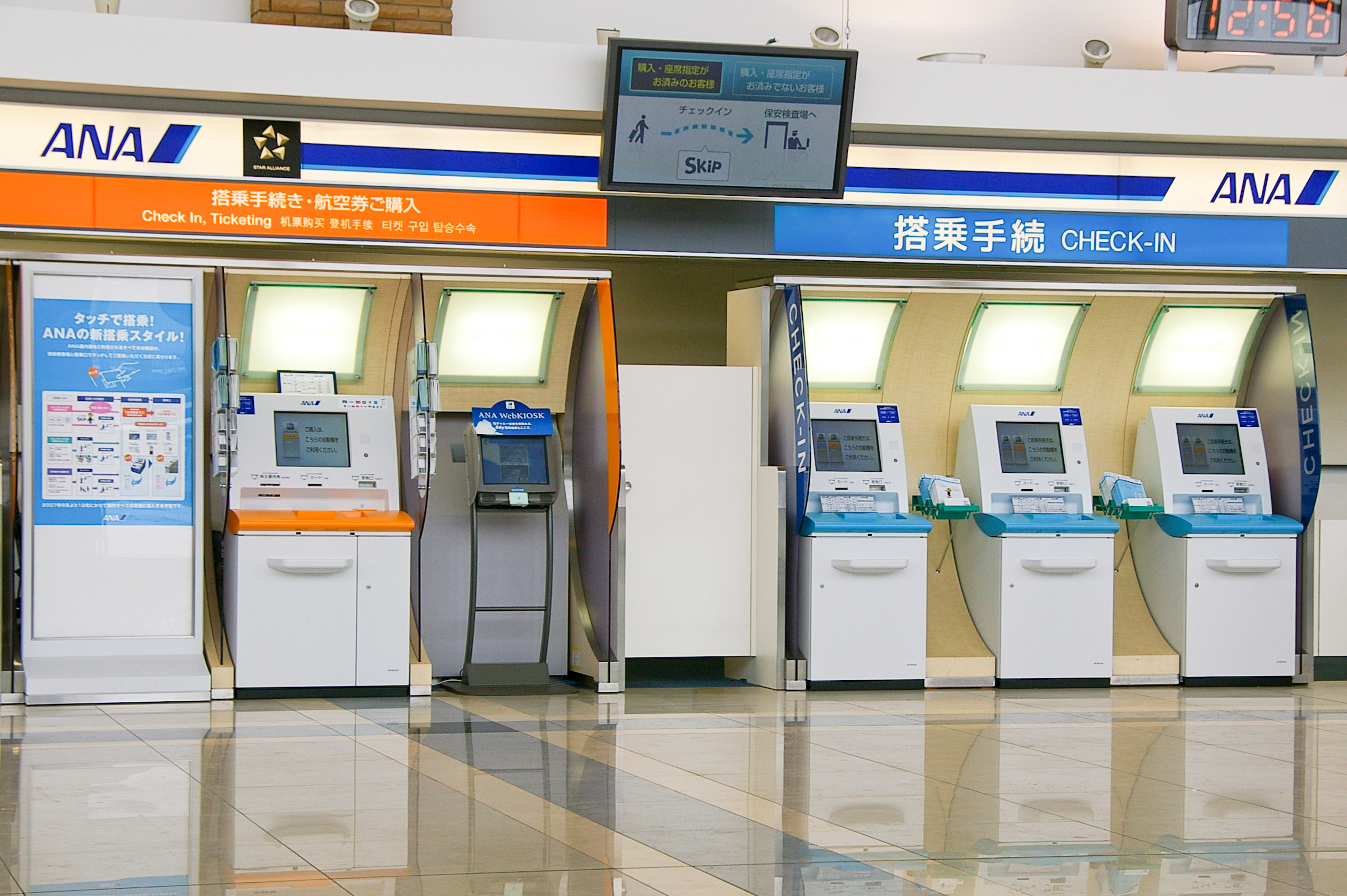
全日空自助登機設備

### 空服員
全日空目前大约共有7,800名空中服务员。日本國內線航班上僅有在日本招募的空服員。國際線方面，則雇用在倫敦等歐洲城市招募的外籍空服員，而中國大陸航線上也搭配有中國大陆籍空服員。來往台灣、韓國的航班上也各配置台籍和韓籍空服員。來自香港及泰國的空服員最近也開始投入服務。全日空截至2017年从未招聘过男性空服員，目前僅有來自歐洲國家 、泰籍及台籍，且由其它部门（Global Staff）临时调配来执勤航班。

### 機內餐點

#### 日本國內線
啤酒方面從2010年7月1日起，在一部份的航運路線上改為由與星崎電機共同開發的特製供應機中供給，一杯啤酒和下酒零食的套餐組合為1,000日圓。另外，礦泉水和日本茶也只在有和空服員要求時才會提供。
在日本大型航空公司中，全日空是第一間改採與海外廉價航空相同服務形態的業者。在旅行業者間和旅行相關的論壇中也引起不少批評，認為「實際上是機內服務品質的低落、削減」。
在經濟艙中，沒有免費提供的機內餐點，而有需付費購買的日式飯團。而在「特等艙」（Premium Class）中，依據飛行時間和路線的不同會準備機內餐點。此外，在從羽田、大阪（伊丹機場）、福岡、札幌出發的路線上，有與知名餐廳合作的「匠」系列餐點。

#### 國際線
國際線的所有航班都提供機內餐點，餐點內容則依艙等和路線有所不同。經濟艙部份，在2005年11月進行了餐具用品的更新和加大托盤的尺寸，同時也提升了餐點的份量。此外在東南亞、夏威夷、歐美航線上會提供哈根達斯冰淇淋作為甜點。
商務艙在2002年開始提供名為「New Style, CLUB ANA」的服務，不以托盤一次提供所有餐點，而是採取一道一道分別上菜的方式提供，在日本的航空公司中這是首次出現的服務。目前在歐美等長距離航線、東南亞航線上提供此服務。2008年12月開始，在日本出發往台灣、香港的航線上，以及羽田機場至韓國首爾的航線上，提供由日本知名料理家栗原晴美（栗原はるみ）監製的機內餐點。機上也提供與東洋水產共同開發、名為「飛行烏龍麵」（とびっきりおうどん）的泡麵。
另外，與其他國際航空公司相同，也提供特殊的防止過敏餐點、嬰兒餐、兒童餐、印度素食餐、素食餐、印度教餐、伊斯蘭教餐、猶太教餐、低鹽餐、低脂肪餐、低卡洛里餐等特殊餐點。這些餐點需要提前預約。

### 登機服務
2015年7月3日，ANA宣佈於日本羽田機場正式引入行李自動托運機，現階段設置了5部投入服務。

## 事故及空難
據2004年12月的統計，全日空是亞洲及大洋洲中最低意外率的航空公司，平均每一百萬班機只有0.22次意外。
- 1958年8月12日，全日空25号班机，一架道格拉斯DC-3客機（註冊編號：JA5045）墜毀，是全日空的首次事故。[36]
- 1960年3月16日，全日空一架C-47運輸機（註冊編號：JA5018），在名古屋飛行場著陸後準備滑行往停機坪，同時，日本航空自衛隊一架F-86D戰鬥機，正從同一跑道起飛。該架戰鬥機與全日空的機尾相撞，戰鬥機墜毀焚燒，只有機長生還。[37]
- 1966年2月4日，全日空60號班機一架波音727-281客機（註冊編號：JA8302），正下降準備降落羽田機場34R（VFR）跑道，在機場的東南偏東的12公里東京灣墜毀，全機解體沉沒，機上133人全部罹難。[38]
- 1966年11月13日，全日空一架YS-11客機（註冊編號：JA8658），在松山機場降落的航道比平常稍高，著陸在跑道460米處。在跑道滑行170米後重飛，到高度230-330呎時，客機轉左失速，在海上墜毀，機上50人全部罹難。[39]
- 1971年7月30日，全日空58號班機一架波音727-281客機（註冊編號：JA8329），由新千歲機場往羽田機場，在FL280巡航時，與一架日本航空自衛隊F-86F戰鬥機在岩手縣雫石町上空相撞，全日空機上162人全部罹難，戰機機師於飛機墜毀前彈出機外生還。[40][41]
- 1995年6月21日，全日空857號班機為一架波音747-181SR客機（註冊編號：JA8146），從羽田機場往函館機場時被一名男子劫持，最後航機安全降落北海道，劫機犯被逮捕，一名乘客受傷。[42]
- 1999年7月23日，全日空61號班機，一架波音747-481D客機（註冊編號：JA8966），從羽田機場往新千歲機場時被劫持，機長被殺，劫機者隨即被其他機組人員制服，無人受傷。[43]
- 2007年3月4日，全日空114號班機從天津往名古屋，在天津濱海國際機場準備起飛時，在由牽引車拖至起飛跑道的過程中，飛機右側主機翼前端與停泊中的日本航空飛機左側前端發生碰撞。
- 2007年3月13日，全日空1603號班機一架龐巴迪Dash 8 Q400客機從大阪國際機場往高知機場，降落時因起落架故障，嘗試多種方法皆無法放下，於是決定以機腹著陸。飛機在機場上空盤旋了2小時消耗油量後，最終成功降落，無人受傷，事后此故障机宣告退役。
- 2008年4月17日，全日空489號班機一架波音767客機從福岡機場往那霸機場，起飛後起落架無法正常收回，15分鐘後折返福岡機場緊急降落，在降落過程中起落架因機輪部分鎖死，摩擦地面冒出火花，最後成功剎停，無人受傷。
- 2011年6月28日，搭乘34人（包括機組人員）、使用龐巴迪Dash 8-Q300客機運營的全日空1613號班機在大阪灣上空約2000米處，左側引擎發出異響；機長關閉引擎並折返大阪機場，飛機安全降落，事件中並未造成人員傷亡。[44]
- 2011年9月6日，全日空140號班機，一架波音737客機由那霸機場飛往羽田機場，在和歌山縣串本町沖上空因副機長誤把方向舵配平當成門鎖選擇器，飛機陷入倒飛狀態，並且從41000英尺開始快速下降，最後飛機在35000英尺改平，並由機長駕駛至羽田，事件中有兩名空服人員受傷。[45]
- 2012年6月20日，從北京出發的全日空956號班機一架波音767-300客機（JA610A）在成田機場降落時，機體受到衝擊導致前部機體外板產生形變，所幸無人受傷。此次事故具體情況仍在調查中，但據機長表示可能是降落時受到亂流影響導致。
- 2017年8月12日18时33分许，全日空37号班机（18:00由东京起飞，前往大阪，由编号为JA703A的波音777-281担当）在相模灣上空飞行时失压，随即于18时54分在羽田机场紧急着陆。[46]
- 2024年1月13日，全日空1182號班机（由札幌飛往富山縣富山市）起飛後發現駕駛艙窗戶在空中龜裂，需要緊急折返札幌新千歲機場，機上65人無人受傷。[47]
- 2024年1月14日，全日空一架波音777飞机的左翼尖端在奥黑尔国际机场撞上达美航空波音717飞机的尾部，暂无人员伤亡报告。[48]
- 2024年4月24日，全日空一架波音787飛機在降落新千歲機場降落後漏油冒煙，事故造成無人受傷。[49]

## 獎項

### Skytrax評估
| 年度 | 獎項                         | 排名   |
| ---- | ---------------------------- | ------ |
| 2007 | 4星級航空公司                | 不適用 |
| 2011 | 全球最佳機場服務航空公司     | 第1名  |
| 2011 | 亞洲地區優秀員工服務航空公司 | 第1名  |
| 2012 | 4星級航空公司                | 不適用 |
| 2012 | 最佳跨太平洋航空公司         | 不適用 |
| 2012 | 全球最佳航空公司             | 第5名  |
| 2013 | 5星級航空公司                | 不適用 |
| 2013 | 全球最佳航空公司             | 第4名  |
| 2013 | 全球最佳機場服務航空公司     | 第1名  |
| 2013 | 全球最佳機艙清潔航空公司     | 第1名  |
| 2014 | 5星級航空公司                | 不適用 |
| 2014 | 最佳跨太平洋航空公司         | 不適用 |
| 2014 | 全球最佳航空公司             | 第6名  |
| 2014 | 全球最佳機場服務航空公司     | 第1名  |
| 2015 | 5星級航空公司                | 不適用 |
| 2015 | 全球最佳航空公司             | 第7名  |
| 2015 | 全球最佳機場服務航空公司     | 第1名  |
| 2015 | 亞洲地區最佳航空公司員工服務 | 第1名  |
| 2016 | 5星級航空公司                | 不適用 |
| 2016 | 全球最佳機場服務航空公司     | 第1名  |
| 2016 | 亞洲地區最佳航空公司員工服務 | 第1名  |
| 2017 | 全球最佳航空公司             | 第3名  |
| 2017 | 5星級航空公司                | 不適用 |
| 2017 | 全球最佳機場服務航空公司     | 第1名  |
| 2017 | 最佳空乘员工航空公司         | 第2名  |
| 2017 | 亞洲地區最佳航空公司員工服務 | 第1名  |
| 2018 | 5星級航空公司                | 不適用 |
| 2018 | 全球最佳機艙清潔航空公司     | 第1名  |
| 2018 | 亞洲地區最佳航空公司員工服務 | 第1名  |

## 外部連結
- 全日本空輸 （页面存档备份，存于）（日語）（繁體中文）（简体中文）（英文）（印尼文）（西班牙文）（泰文）（德文）（法文）（越南文）
- 全日本空輸的Facebook專頁（日語）
- 全日空在台灣的Facebook專頁（繁體中文）